# 西屋广播
西屋广播公司（英語：Westinghouse Broadcasting Company），也被称为“W集团（Group W）”，是西屋公司的广播事业部门。它在美国拥有多家广播电台与电视台，并通过其旗下的广播网与电视网进行联卖电视节目的发行。
西屋广播公司成立于1920年代，最初被称为“西屋广播电台公司（Westinghouse Radio Stations, Inc.）”。1954年，公司改为现在所采用的名字；而在1963年5月20日，也通过了同时采用W集团为公司名字的提议。西屋广播公司是西屋公司内的一个独立实体，其母公司总部位于宾夕法尼亚州的东匹兹堡；而自身的公司总部则位于纽约市。同时，西屋广播公司在芝加哥和洛杉矶设有全国销售办事处。
西屋广播公司旗下的电台与电视台以其所使用的西屋广播公司独特字体及由此衍生的直播图像而闻名，而这套定製字體于1963年推出。 这套字体也被一些非西屋广播公司所属的电台及电视台采用；并且时至今日，一些前西屋广播所属的广播电台和电视台还在使用。本定製字體目前已经全部数字化，并由設計師约翰·西斯摩尔（John Sizemore）发布为自由版权的字体。 雷·拉纳比的免费字体借鉴了西斯摩尔的字体，因此偶尔也会被用作本字体的替代品。 电子游戏《诅咒（Damnation）》中也使用了这套字体。
西屋广播公司因其播出的两个长寿节目而著称，它们分别是：《迈克·道格拉斯秀》和《PM杂志》（在西屋广播的核心收视市场也被称为《晚间杂志》）。